# Central Europe Petroleum
Central Europe Petroleum (CEP) este o firmă deținută de Vasile Frank Timiș, controversatul căutător de aur de la Roșia Montană.
Înainte de 12 februarie 2003, firma CEP s-a numit Regal Petroleum Services Limited.
Grupul Regal a fost implicat, în anul 2000, într-un mare scandal în care a angrenat și guvernele de atunci ale României și Ucrainei.
Practic, în acel moment, gigantul rusesc Gazprom a trimis o scrisoare primului ministru Mugur Isărescu în care cerea României să nu mai folosească gaze naturale furnizate de firmele Regal, deoarece „acestea sunt furate de către mafia ucraineană din țevile Gazprom care tranzitează Ucraina”.
În toamna anului 2003, trio-ul format din Regal, Ovidiu Tender și concernul american Halliburton a fost respins de la privatizarea Petrom.
În anul 2003, o suprafață a cărei întindere depășește 4% din suprafața totală a teritoriului României a fost concesionată de Regal Petroleum.
Este vorba de o felie din România situată în Modova, în zona județelor Neamț, Bacău, Iași, Suceava.
Arealul a fost concesionat pentru ca firma lui Frank Timiș să caute zăcăminte de gaze naturale și petrol.
Reprezentantul firmei Regal Petroleum în România este Mihail Ianas, fostul director al Agenției Naționale a Resurselor Minerale din România (ANRM), adică tocmai instituția guvernamentală care a acordat enorma concesiune firmei lui Timiș.
Împreună cu VGB Invest, Central Europe Petroleum a înființat la Londra compania Balkan Petroleum, ambele deținând câte 50% din acțiuni.